# Permessus asiloides
Permessus
Genre
Espèce
Permessus est un genre fossile d'insectes de l'ordre des diptères, dans la famille des Asilidae et la sous-famille des Asilinae.
Ce genre est monotypique et l'espèce type fossile est Permessus asiloides.

## Classification
Le genre Permessus et l'espèce Permessus asiloides sont décrits en 1939 par les paléontologues français Piton (1909-1945) et Nicolas Théobald (1903-1981),. 

### Fossiles
L'holotype (classé à l'époque de l'étude : échantillon 64, collection Rudel), MNHN.F.R55022, de l'ère Cénozoïque, et de l'époque Oligocène (33,9 à 23,03 Ma) fait partie des collections du Muséum national d'histoire naturelle de Paris vient de la localité du Puy-Saint-Jean sur la commune Mur-sur-Allier dans le Puy-de-Dôme, juste au nord-est du Puy de Mur et à proximité de la rivière l'Allier, moins de un kilomètre.
BioLib attribue le genre Permessus à Rudel en 1940, mais sans mentionner d'espèce.

## Description

### Caractères
Empreinte d'une aile de diptère. C'est une aile transparente. La nervure costale (C) le long du bord antérieur est forte. La nervure sous-costale (Sc) rejoint la nervure costale sous un angle aigu vers la moitié du bord antérieur de l'aile. La nervure radiale (R) est très forte à la base, où Sc lui est fortement accolée, suivant à peu près la courbure du bord antérieur jusqu'auprès du sommet où elle se termine après avoir reçu la branche antérieure du secteur du Radius (R2) ; il en résulte que la cellule submarginale est courtement pétiolée. Le secteur radial se détache dès le tiers apical, bifurquant deux fois (a et b), la deuxième fourche embrassant le sommet de l'aile. Alors que R2 se joint à R, il n'y a pas de nervure transversale entre R2 et R3.
La nervure médiane issue de la base de l'aile (qui manque sur l'échantillon) se divise trois fois en formant une cellule discale (d) allongée et quatre branches (M1, M2, M3, M4) ; les branches M3 et M4 se réunissent avant d'atteindre le bord de l'aile. En deçà du milieu de la cellule discale se trouve une nervure transversale Rm rejoignant le secteur radial un peu avant la fourche a. De même, une nervure transversale mCu rejoint la nervure cubitale ; elle se détache un peu avant la bifurcation de la branche postérieure de la médiane. La nervure anale (A) se réunit à la nervure cubitale (Cu) près du bord de l'aile. Une autre courte nervure anale est marquée à la base de l'aile.

### Dimensions
La longueur conservée est de 13 mm ; la longueur totale a dû être de 15 mm. Largeur 4 mm.

### Affinités
La nervation est caractéristique des Asilidés, toutefois chez les Asilinés et Laphriinés de nos pays, la nervure transversale Rm se trouve entre les fourches a et b et non en deçà de a. C'est pourquoi Louis Piton et Nicolas Théobald proposent un nouveau genre Permessus, voisin des Pomponerus et des Antiphrisson (Asilinés). F. Meunier a décrit Asilus sannoisiensis des gypses d'Aix-en-Provence. Il se pourrait que Permessus asiloides soit identique à Asilus sannoisiensis, mais la nervation indistincte sur la reproduction ne permet pas le rapprochement. Il en est de même des Asilus que O. Heer à décrit de Oeningen et de Radoboj.

## Biologie
Le gisement du Puy-de-Mur a beaucoup d'affinités avec le gisement d'Aix-en-Provence et présente un mélange d'une faune paléarctique et d'une faune subtropicale.

### Publication originale
- [1939] Louis Émile Piton et Nicolas Théobald, « Poissons, Crustacés et Insectes fossiles de l'Oligocène du Puy-de-Mur (Auvergne). », Mémoires de la Société des Sciences de Nancy,‎ avril 1939, p. 77-123.